# RU Lupi
RU Lupi (RU Lup / HD 142560) es una estrella variable en la constelación del Lobo de magnitud aparente media +10,2 que se localiza 53 minutos de arco al noroeste de η Lupi.
Se encuentra a unos 140 pársecs (455 años luz) del sistema solar en la joven región de formación estelar de Lupus.
RU Lupi es una estrella T Tauri —una estrella presecuencia principal— de tipo espectral K7 - M0. Tiene una temperatura efectiva de 3950 K y su luminosidad equivale al 60% de la luminosidad solar.
Su radio es un 64% más grande que el radio solar, girando sobre sí misma con una velocidad de rotación proyectada de 9,0 ± 0,9 km/s; su período de rotación es de aproximadamente 3,71 días.
Tiene una masa entre 0,6 y 0,7 masas solares y, extremadamente joven, su edad es de sólo 2 o 3 millones de años.
RU Lupi se halla rodeada por un disco circunestelar de polvo cuya masa conjunta es de 0,032 masas solares.
Su espectro muestra líneas de emisión de hidrógeno superpuestas al espectro normal de la estrella.
Ello puede estar causado por el impacto del gas cayendo sobre la envoltura externa de la estrella, junto a la existencia de un fuerte viento estelar soplando desde su superficie.
La acreción de masa sobre la estrella se produce a razón de 5 ± 2 × 10–8 veces la masa solar por año.

## Variabilidad
RU Lupi es una estrella variable que, en placas fotográficas, muestra una variación de brillo entre magnitud +9,60 y +13,40.
Además, se han observado variaciones en su velocidad radial con una periodicidad de 3,71 días.
Pueden estar originadas por grandes manchas frías —o grupos de manchas— en la superficie estelar de larga duración, cuya temperatura aproximada sería de 3400 K.
Alternativamente, podrían deberse a la presencia de una enana marrón en una órbita elíptica (ε = 0,41) en torno a RU Lupi; sin embargo, esta última explicación es poco probable.
RU Lupi es una estrella T Tauri con un plasma frío de alta densidad.
En la región de rayos X, exhibe variaciones en cortos espacios de tiempo.
Ello, junto a los varios períodos propuestos —entre 0,8 y 3,7 días—, sugieren una inclinación de su eje de rotación entre 3º y 16º respecto al observador terrestre, por lo que la estrella es observada prácticamente desde el polo.
No se han detectado erupciones, por lo que se piensa que la variabilidad tiene origen magnético.